# Тија
Тија (грч. Θυία) је у грчкој митологији била кћерка Деукалиона и Пире. Са Зевсом је имала два сина, Македона и Магнета.

## Нимфа
У грчкој традицији позната је и нимфа са овим именом. Била је једна од Најада и нимфа извора на планини Парнас у Фокиди у централној Грчкој. Њен храм је био место за окупљање Тијада, жена које су оргијастички славиле бога Диониса. Према Херодоту, њен отац је био Кефис, а према Паусанији Касталије. Паусанија наводи и да ју је волео Аполон, коме је родила јунака Делфа, оснивача једног села у Делфима, близу пророчишта. Повезује се са Касталијом, која је била нимфа истоименог извора, али и са Најадама, Меленом и Корикијом.